# Am Pastorat 8 (Mönchengladbach)

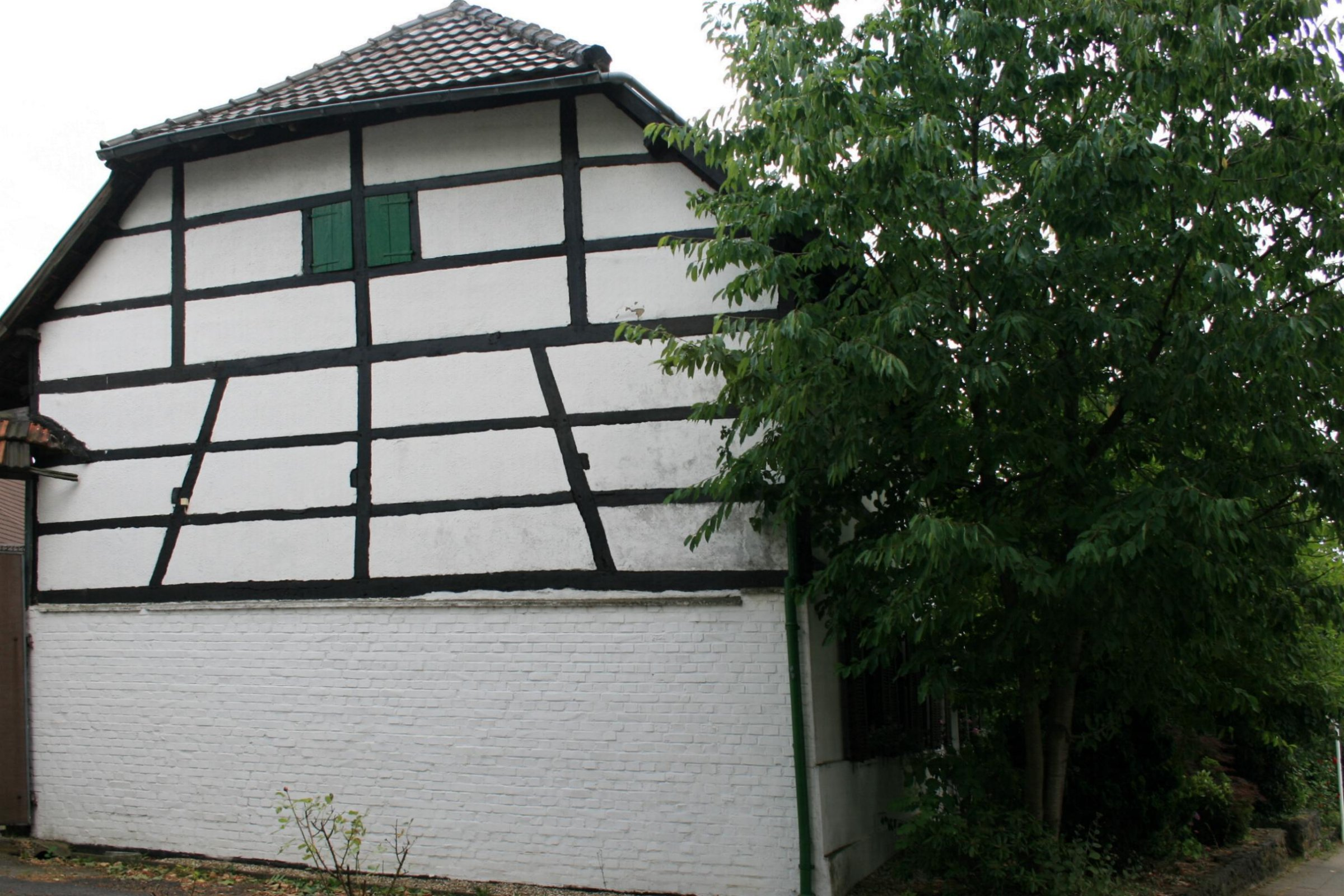
Fachwerkhaus Am Pastorat 8 (2010)

Das Fachwerkhaus Am Pastorat 8 steht im Stadtteil Wickrathberg der Stadt Mönchengladbach (Nordrhein-Westfalen). Es wurde 1782 erbaut. Das Haus ist unter Nr. A 016 am 14. Oktober 1986 in die Denkmalliste der Stadt Mönchengladbach eingetragen worden.

## Architektur
Zweigeschossiges Fachwerk-Traufenhaus von 8:4 Gefachen mit Krüppelwalmdach und vermauerter linksseitiger Tordurchfahrt in Wickrathberg, inschriftlich datiert 1782. Die zugehörigen Hofgebäude sind sämtlich in Backstein erneuert.
Wohnteil von fünf Gefachen mit symmetrischer Fassadengliederung: Im Erdgeschoss Mitteltür mit nachträglich vorgemauertem Gewände, flankierend ursprünglich zweiflügelige Rechteckfenster, über einer massiv erneuerten Brüstungsmauer in den Bereich der Tordurchfahrt fortgeführt; im Obergeschoss kleinformatige Fensteröffnungen, seitlich paarweise zusammengezogen, über zur Mitte geneigten Gefachstreben. Die auf eine Breite von zwei Gefachen beschränkte Toröffnung noch ablesbar, oberhalb des Torbalkens auswärts gekehrtes Strebenpaar, darunter nachträglich eingezogener Geschossriegel. Das bis auf die größere Durchfahrtsbreite korrespondierende Fachwerkgefüge der Rückseite weitgehend intakt, Fenster jedoch unregelmäßig verändert, originale Doppeltür mit zweigeteiltem Oberlicht, daneben nachträglich angelegter Außenzugang zum Kellergewölbe.
Die Giebelwände bis auf Speicherluken unbefenstert, anstelle der Zwischenpfosten einwärts geneigte Streben; der Nordgiebel im Erdgeschoss massiv erneuert, zwischen Südgiebel und Nachbargebäude moderner eingeschossiger Anbau mit Dachterrasse. An der Straßenfront einflügelige Kunststoff-Sprossenfenster, hölzerne Rahmenzargen, Schlagläden. Schmaler Vorgarten mit zwei Restbäumen einer beschnittenen Baumreihe.